# Nicklas Frenderup
Nicklas Bruus Jensen Frenderup (Copenaghen, 14 dicembre 1992) è un ex calciatore danese naturalizzato trinidadiano, di ruolo portiere.

## Biografia
Di padre danese e madre trinidadiana, è in possesso della doppia cittadinanza.

## Carriera

### Club
Frenderup ha vestito le maglie di Ringsted, Rishøj, Greve ed Egedal, nelle divisioni minori del campionato danese.
A gennaio 2015, è stato ingaggiato dai norvegesi del Florø, compagine all'epoca militante in 2. divisjon, terzo livello del campionato locale. Ha esordito in squadra il 19 aprile successivo, schierato titolare nella vittoria casalinga per 4-1 sul Nardo. Ha contribuito alla promozione in 1. divisjon arrivata al termine del campionato 2016.
Il 25 luglio 2018, il Sandnes Ulf ha reso noto l'ingaggio di Frenderup, che si è legato al club con un contratto valido fino al 31 dicembre dello stesso anno. Il 12 agosto ha debuttato con questa casacca, nella sconfitta per 0-2 subita contro il Mjøndalen.
A febbraio 2019 ha fatto ritorno in Danimarca, per giocare nell'HB Køge, senza collezionare alcuna presenza in squadra.
Ad agosto 2019 ha firmato un contratto con lo Stjørdals-Blink, in 2. divisjon. Il 10 agosto ha giocato la prima partita in squadra, nella vittoria per 1-0 sul Nardo. Alla fine di quella stessa annata, lo Stjørdals-Blink ha centrato la promozione in 1. divisjon.
L'11 maggio 2021 è passato al Ranheim a titolo definitivo.
Il 12 agosto 2021 si è trasferito in prestito al Bryne.

### Nazionale
A novembre 2018, Frenderup ha ricevuto la prima convocazione da Trinidad e Tobago, in vista di una partita amichevole da disputarsi contro l'Iran a Teheran. L'allora commissario tecnico Dennis Lawrence ha dichiarato in quegli stessi giorni che le formalità burocratiche erano state sbrigate e che pertanto Frenderup avrebbe potuto effettuare il suo debutto per la nazionale caraibica.
Il 15 novembre 2018 è rimasto in panchina in occasione della sfida contro l'Iran. L'esordio è arrivato quindi il 10 novembre 2019, sostituendo il portiere titolare Marvin Phillip nella partita amichevole contro Anguilla, vinta per 15-0.

## Statistiche

### Presenze e reti nei club
Statistiche aggiornate all'11 novembre 2022.
| Stagione               | Club                   | Campionato             | Campionato | Campionato | Coppe nazionali | Coppe nazionali | Coppe nazionali | Coppe continentali | Coppe continentali | Coppe continentali | Supercoppe | Supercoppe | Supercoppe | Totale | Totale |
| Stagione               | Club                   | Comp                   | Pres       | Reti       | Comp            | Pres            | Reti            | Comp               | Pres               | Reti               | Comp       | Pres       | Reti       | Pres   | Reti   |
| ---------------------- | ---------------------- | ---------------------- | ---------- | ---------- | --------------- | --------------- | --------------- | ------------------ | ------------------ | ------------------ | ---------- | ---------- | ---------- | ------ | ------ |
| 2011-2012              | Ringsted               | D                      | ?          | -?         | CD              | ?               | -?              | -                  | -                  | -                  | -          | -          | -          | ?      | -?     |
| 2012-2013              | Rishøj                 | 2D                     | ?          | -?         | CD              | ?               | -?              | -                  | -                  | -                  | -          | -          | -          | ?      | -?     |
| 2013-2014              | Greve                  | D                      | ?          | -?         | CD              | ?               | -?              | -                  | -                  | -                  | -          | -          | -          | ?      | -?     |
| 2014-gen. 2015         | Egedal                 | D                      | ?          | -?         | CD              | ?               | -?              | -                  | -                  | -                  | -          | -          | -          | ?      | -?     |
| 2015                   | Florø                  | 2D                     | 25         | -?         | CN              | 1               | -4              | -                  | -                  | -                  | -          | -          | -          | 26     | -?     |
| 2016                   | Florø                  | 2D                     | 24         | -?         | CN              | 1               | -2              | -                  | -                  | -                  | -          | -          | -          | 25     | -?     |
| 2017                   | Florø                  | 1D                     | 28         | -45        | CN              | 2               | -2              | -                  | -                  | -                  | -          | -          | -          | 30     | -47    |
| gen.-lug. 2018         | Florø                  | 1D                     | 11         | -23        | CN              | 0               | 0               | -                  | -                  | -                  | -          | -          | -          | 11     | -23    |
| Totale Florø           | Totale Florø           | Totale Florø           | 88         | -?         |                 | 4               | -8              |                    | -                  | -                  |            | -          | -          | 92     | -?     |
| lug.-dic. 2018         | Sandnes Ulf            | 1D                     | 12         | -16        | CN              | -               | -               | -                  | -                  | -                  | -          | -          | -          | 12     | -16    |
| feb.-mag. 2019         | HB Køge                | 1D                     | 0          | 0          | CD              | -               | -               | -                  | -                  | -                  | -          | -          | -          | 0      | 0      |
| 2019                   | Stjørdals-Blink        | 2D                     | 11         | -11        | CN              | 0               | 0               | -                  | -                  | -                  | -          | -          | -          | 11     | -11    |
| 2020                   | Stjørdals-Blink        | 1D                     | 25+2       | -46+-1     | -               | -               | -               | -                  | -                  | -                  | -          | -          | -          | 27     | -47    |
| Totale Stjørdals-Blink | Totale Stjørdals-Blink | Totale Stjørdals-Blink | 36+2       | -57+-1     |                 | 0               | 0               |                    | -                  | -                  |            | -          | -          | 38     | -58    |
| mag.-ago. 2021         | Ranheim                | 1D                     | 4          | -10        | CN              | 0               | 0               | -                  | -                  | -                  | -          | -          | -          | 4      | -10    |
| ago.-dic. 2021         | Bryne                  | 1D                     | 14         | -23        | CN              | 1               | -4              | -                  | -                  | -                  | -          | -          | -          | 15     | -27    |
| 2022                   | Ranheim                | 1D                     | 16         | -29        | CN              | 2               | 0               | -                  | -                  | -                  | -          | -          | -          | 18     | -29    |
| Totale                 | Totale                 | Totale                 | ?          | -?         |                 | ?               | -?              |                    | -                  | -                  |            | -          | -          | ?      | -?     |

### Cronologia presenze e reti in nazionale
| Cronologia completa delle presenze e delle reti in nazionale ― Trinidad e Tobago | Cronologia completa delle presenze e delle reti in nazionale ― Trinidad e Tobago | Cronologia completa delle presenze e delle reti in nazionale ― Trinidad e Tobago | Cronologia completa delle presenze e delle reti in nazionale ― Trinidad e Tobago | Cronologia completa delle presenze e delle reti in nazionale ― Trinidad e Tobago | Cronologia completa delle presenze e delle reti in nazionale ― Trinidad e Tobago | Cronologia completa delle presenze e delle reti in nazionale ― Trinidad e Tobago | Cronologia completa delle presenze e delle reti in nazionale ― Trinidad e Tobago |
| Data                                                                             | Città                                                                            | In casa                                                                          | Risultato                                                                        | Ospiti                                                                           | Competizione                                                                     | Reti                                                                             | Note                                                                             |
| -------------------------------------------------------------------------------- | -------------------------------------------------------------------------------- | -------------------------------------------------------------------------------- | -------------------------------------------------------------------------------- | -------------------------------------------------------------------------------- | -------------------------------------------------------------------------------- | -------------------------------------------------------------------------------- | -------------------------------------------------------------------------------- |
| 10-11-2019                                                                       | Couva                                                                            | Trinidad e Tobago                                                                | 15 – 0                                                                           | Anguilla                                                                         | Amichevole                                                                       | -                                                                                | 46’                                                                              |
| 26-3-2021                                                                        | San Cristóbal                                                                    | Trinidad e Tobago                                                                | 3 – 0                                                                            | Guyana                                                                           | Qual. Mondiali 2022                                                              | -                                                                                |                                                                                  |
| 28-3-2021                                                                        | Mayagüez                                                                         | Porto Rico                                                                       | 1 – 1                                                                            | Trinidad e Tobago                                                                | Qual. Mondiali 2022                                                              | -1                                                                               |                                                                                  |
| 3-7-2021                                                                         | Fort Lauderdale                                                                  | Trinidad e Tobago                                                                | 6 – 1                                                                            | Montserrat                                                                       | Gold Cup 2021 - Qualificazione                                                   | -1                                                                               |                                                                                  |
| 6-7-2021                                                                         | Fort Lauderdale                                                                  | Trinidad e Tobago                                                                | 1 – 1 (8 - 7 dtr)                                                                | Guyana francese                                                                  | Gold Cup 2021 - Qualificazione                                                   | -1                                                                               |                                                                                  |
| 15-7-2021                                                                        | Frisco                                                                           | Trinidad e Tobago                                                                | 0 – 2                                                                            | El Salvador                                                                      | Gold Cup 2021 - 1º turno                                                         | -2                                                                               |                                                                                  |
| 22-9-2022                                                                        | Chiang Mai                                                                       | Trinidad e Tobago                                                                | 1 – 2                                                                            | Tagikistan                                                                       | Amichevole                                                                       | -1                                                                               | 61’                                                                              |
| 24-3-2023                                                                        | Nassau                                                                           | Bahamas                                                                          | 0 – 3                                                                            | Trinidad e Tobago                                                                | CONCACAF Nations League 2022-2023 - 1º Turno                                     | -                                                                                |                                                                                  |
| 28-3-2023                                                                        | Bacolet                                                                          | Trinidad e Tobago                                                                | 1 – 1                                                                            | Nicaragua                                                                        | CONCACAF Nations League 2022-2023 - 1º Turno                                     | -1                                                                               |                                                                                  |
| 24-6-2023                                                                        | Fort Lauderdale                                                                  | Trinidad e Tobago                                                                | 3 – 0                                                                            | Saint Kitts e Nevis                                                              | Gold Cup 2023 - 1º turno                                                         | -                                                                                |                                                                                  |
| 28-6-2023                                                                        | Saint Louis                                                                      | Giamaica                                                                         | 4 – 1                                                                            | Trinidad e Tobago                                                                | Gold Cup 2023 - 1º turno                                                         | -4                                                                               |                                                                                  |
| Totale                                                                           |                                                                                  | Presenze                                                                         | 11                                                                               |                                                                                  | Reti                                                                             | -11                                                                              |                                                                                  |

## Palmarès

### Club

#### Competizioni nazionali
- 2. divisjon: 2

Florø: 2016 (gruppo 3)
Stjørdals-Blink: 2019 (gruppo 1)